# Stacja Narciarska Małe Ciche
Stacja Narciarska Małe Ciche – ośrodek narciarski we wsi Małe Ciche, w gminie Poronin, na zachodnich zboczach grzbietu między szczytami Wierch Zgorzelisko i Zadni Wierch łagodnie opadających ku Filipczańskiemu Potokowi przepływającemu przez wieś. Dolna stacja ośrodka znajduje się we wsi, możliwy jest również dojazd do parkingu przy górnej stacji, znajdującej się na Polanie Zgorzelisko.

## Wyciągi
W skład kompleksu wchodzą:
- (A) „Zgorzelisko-Express” 4-osobowy wyciąg krzesełkowy firmy Doppelmayr Garaventa Group o długości 1250 m i przepustowości 2200 osób na godzinę, czas wjazdu – 4,35 minuty. Przed sezonem 2012/2013 zmodernizowano kolejkę, instalując sprzęgło, co pozwoliło na skrócenie czasu wjazdu z 8,5 minuty do 4,35 minuty
- (B) „Małe Ciche” 4-osobowy wyciąg krzesełkowy o długości 750 m, przepustowości 2200 osób na godzinę, czas wjazdu – 5,0 minut, oddany do użytku przed sezonem 2013/2014 roku

- (C) wyciąg talerzykowy (Duży) o długości 500 m, przepustowości 900 osób na godzinę, czas wjazdu – 3,0 minuty
- (D) przenośnik taśmowy (Babylift Dyzio) o długości 80m przepustowości 500 osób na godzinę, czas wjazdu – 1 minuta
- (F) wyciąg talerzykowy (Babylift Polana Zgorzelisko) o długości 210 m, przepustowości 800 osób na godzinę, czas wjazdu – 1,5 minuty, wyciąg ten znajduje się na wschodnim zboczu grzbietu.

## Trasy
| Nazwa trasy | Trudność  | Start                              | Start                 | Meta                               | Meta                  | Dłu- gość (m) | Prze- wyż- sze- nie (m) | Na- chy- le- nie (%) | Oś- wie- tle- nie | Sztucz- ne naśnie- żanie | Homologacja FIS | Homologacja FIS | Homologacja FIS |
| Nazwa trasy | Trudność  | nazwa                              | wyso- kość (m n.p.m.) | nazwa                              | wyso- kość (m n.p.m.) | Dłu- gość (m) | Prze- wyż- sze- nie (m) | Na- chy- le- nie (%) | Oś- wie- tle- nie | Sztucz- ne naśnie- żanie | numer           | ważna do        | uwagi           |
| ----------- | --------- | ---------------------------------- | --------------------- | ---------------------------------- | --------------------- | ------------- | ----------------------- | -------------------- | ----------------- | ------------------------ | --------------- | --------------- | --------------- |
| 1           | niebieska | górna stacja wyciągu krzesełkowego | 1086                  | dolna stacja wyciągu krzesełkowego | 866                   | 1300          | 220                     | 17                   | tak               | tak                      |                 |                 |                 |
| 2           | niebieska | górna stacja wyciągu B             |                       | dolna stacja wyciągu B             |                       | 800           | 120                     | 15                   | tak               | tak                      |                 |                 |                 |
| 3           | niebieska | górna stacja wyciągu C             |                       | dolna stacja wyciągu C             |                       | 550           | 100                     | 18                   | nie               | tak                      |                 |                 |                 |
| 4           | niebieska | górna stacja wyciągu D             |                       | dolna stacja wyciągu D             |                       | 100           | 17                      | 17                   | tak               | tak                      |                 |                 |                 |
| 5           | niebieska | górna stacja wyciągu F             |                       | dolna stacja wyciągu F             |                       | 220           | 28                      | 13                   | tak               | tak                      |                 |                 |                 |

W ofercie znajduje się około 3 km łatwych tras zjazdowych. Trasy są sztucznie naśnieżane, ratrakowane i oświetlone.
Stacja jest członkiem Stowarzyszenia Polskie stacje narciarskie i turystyczne.

## Pozostała infrastruktura
Przy dolnej stacji wyciągu krzesełkowego znajdują się:
- wypożyczalnia sprzętu narciarskiego
- serwis i sklep sportowy
- Szkoła Narciarstwa i Snowboardu Małe Ciche w głównym budynku stacji narciarskiej
- punkty gastronomiczne (szałas Pod Koszystą, karczma regionalna Tatrzański Bór)
- WC
- parkingi.

Przy górnej stacji wyciągu krzesełkowego znajdują się:
- hotel „Tatry”
- placówka TOPR
- Szkoła Narciarstwa i Snowboardu Małe Ciche w szałasie Pod Wilkiem na Polanie Zgorzelisko
- gastronomia (szałas Pod Wilkiem)
- parking.

## Operator
Operatorem kompleksu jest spółka A. Bielawa Sport Sp. z o.o. z siedzibą we wsi małe Ciche 73 C. Prezesem zarządu spółki jest Józef Galica.

## Historia
Spółka została zarejestrowana w KRS w maju 2002 roku. Pierwszy wyciąg krzesełkowy uruchomiono w 2005 roku. Drugi, krótszy wyciąg krzesełkowy uruchomiono w 2013 roku.